# Avenida Álvares Cabral (Lisboa)

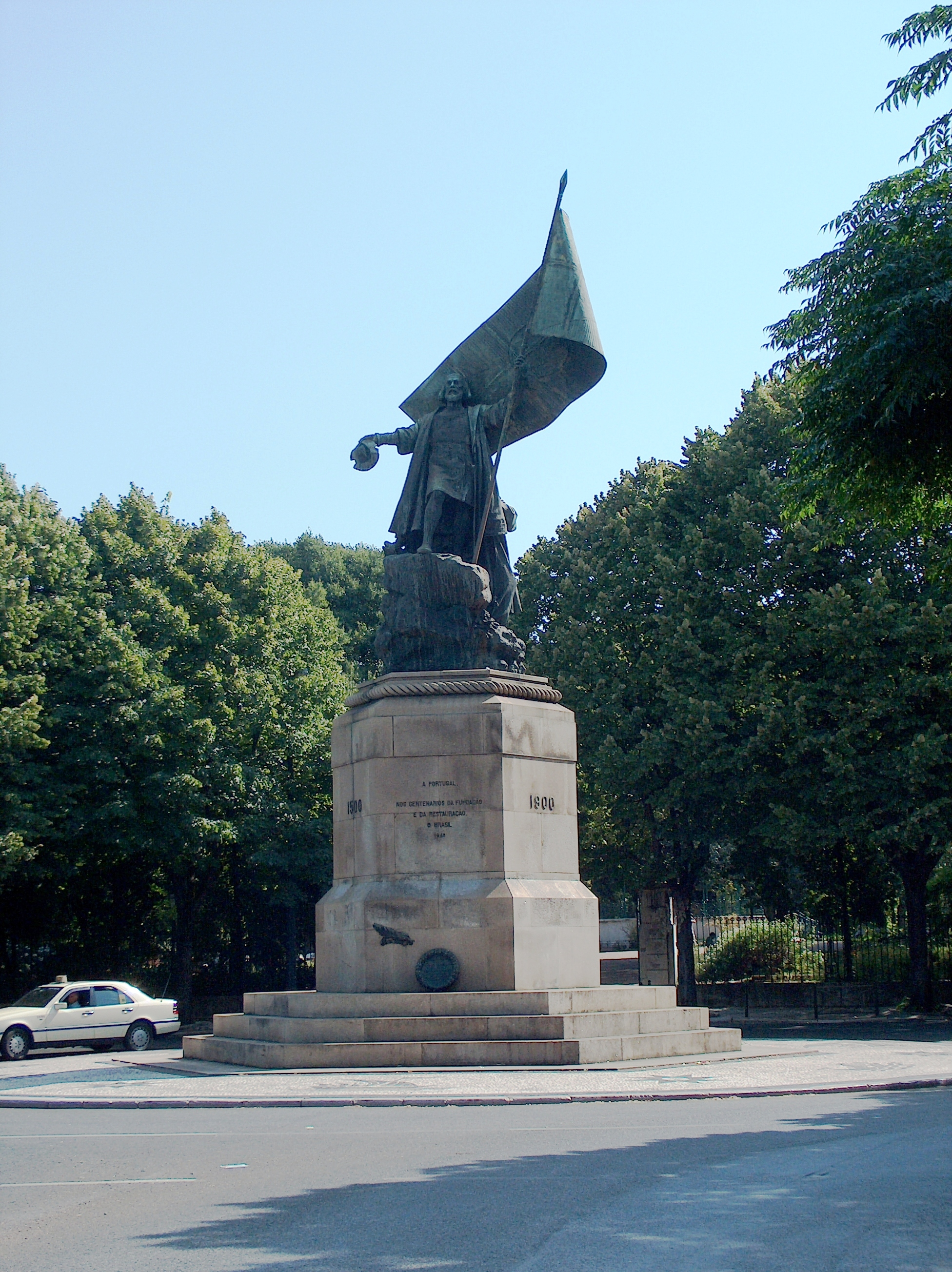
Monumento a Pedro Álvares Cabral

A Avenida Álvares Cabral é uma avenida de Lisboa, localizada nas freguesias de Campo de Ourique e Estrela. A avenida tem início na Rua de São Bento e fim no Jardim da Estrela. 	
Foi anteriormente designada como Avenida Pedro Álvares Cabral. A avenida homenageia Pedro Álvares Cabral.